# Талалайкина, Мария Сергеевна
Мария Сергеевна Талалайкина (род. 2002, Челябинск) — российская фигуристка, выступающая в  одиночном катании. Мастер спорта России по фигурному катанию на коньках. Бронзовый призёр Кубка России 2020.

## Биография
Мария Талалайкина родилась 16 июля 2002 года в Челябинске. С детства занималась фигурным катанием. До 2013 года  выступала за СШОР «Тодес». Позднее перебралась в Санкт-Петербург, где работала  под руководством тренера Ксении Дорониной. В настоящее время тренируется и выступает под управлением Романа Усатова и Евгения Рукавицына. Благодаря их совместной работе в 2020 году в финале Кубка России, проходившем в Великом Новгороде, Мария заняла итоговое 3-е место, пропустив вперёд лишь Анастасию Гулякову и Анастасию Губанову. На Чемпионате России откатала короткую программу, на которой заняла 11-е место.

## Спортивные достижения
| Соревнования                    | 16/17                       | 17/18                       | 18/19                       | 19/20                       | 20/21                       |
| Международные среди юниоров     | Международные среди юниоров | Международные среди юниоров | Международные среди юниоров | Международные среди юниоров | Международные среди юниоров |
| ------------------------------- | --------------------------- | --------------------------- | --------------------------- | --------------------------- | --------------------------- |
| Coupe de Nice                   |                             | 2                           |                             |                             |                             |
| Национальные                    |                             |                             |                             |                             |                             |
| Чемпионат России                |                             |                             | 15                          | 15                          | 9                           |
| Финал Кубка России              | 11 юн.                      |                             | 8                           | 3                           | 9                           |
| Первенство России среди юниоров | 15                          |                             |                             |                             |                             |
| Этапы Кубка России. I этап      |                             | 8 юн.                       |                             | 4                           | 4                           |
| Этапы Кубка России. II этап     |                             |                             | 3                           |                             | 7                           |
| Этапы Кубка России. IV этап     | 4 юн.                       | 6 юн.                       | 4                           | 3                           |                             |
| Этапы Кубка России. V этап      | 5 юн.                       |                             |                             |                             |                             |